# Tabanus coreanus
Tabanus coreanus är en tvåvingeart som beskrevs av Tokuichi Shiraki 1932. Tabanus coreanus ingår i släktet Tabanus och familjen bromsar. Inga underarter finns listade i Catalogue of Life.